# Champagnac-la-Rivière
Champagnac-la-Rivière é uma comuna francesa na região administrativa da Nova Aquitânia, no departamento de Alto Vienne. Estende-se por uma área de 24,46 km². Em 2010 a comuna tinha 578 habitantes (densidade: 23,6 hab./km²).